# Страбичово (станція)
Стра́бичово — проміжна залізнична станція Ужгородської дирекції Львівської залізниці на електрифікованій лінії Стрий — Батьово між станціями Ключарки (6 км) та Баркасове (6 км). Розташована між селами Страбичово та Горонда Мукачівського району Закарпатської області.

## Історія
Станція відкрита 1872 року в складі залізниці Чоп — Мукачево.
У 1962 році станцію електрифіковано постійним струмом (=3 кВ) в складі дільниці Мукачево — Чоп. 

## Пасажирське сполучення
На станції зупиняються приміські електропоїзди сполученням Мукачево — Сянки та Львів — Чоп.